# Тодд Рід
Тодд Рід (англ. Todd Reid; 3 червня 1984 — 23 жовтня 2018) — колишній австралійський тенісист.
Найвищу одиночну позицію світового рейтингу — 105 місце досяг 20 вересня 2004, парну — 305 місце — 10 лютого 2003 року.
Найвищим досягненням на турнірах Великого шолома було 3 коло в одиночному розряді.
Завершив кар'єру 2014 року.

## Фінали ATP Челленджер і ITF Ф'ючерс

### Одиночний розряд: 10 (6–4)
| Легенда              |
| -------------------- |
| ATP Челленджер (0–1) |
| ITF Ф'ючерс (6–3)    |

| Фінали за покриттям |
| ------------------- |
| Тверде (2–2)        |
| Ґрунт (4–1)         |
| Трава (0–1)         |
| Килим (0–0)         |

| Результат | В-П | Дата     | Турнір                       | Рівень     | Покриття | Суперник               | Рахунок            |
| --------- | --- | -------- | ---------------------------- | ---------- | -------- | ---------------------- | ------------------ |
| Перемога  | 1–0 | Бер 2002 | Нова Зеландія F1, Бленім     | Ф'ючерс    | Тверде   | Марк Нілсен            | 7–5, 7–6(9–7)      |
| Перемога  | 2–0 | Тра 2002 | США F11, Галландейл          | Ф'ючерс    | Ґрунт    | Марсіу Карлссон        | 7–5, 4–6, 6–4      |
| Поразка   | 2–1 | Гру 2002 | Австралія F6, Barmera        | Ф'ючерс    | Трава    | Марк Главати           | 6–7(1–7), 6–7(4–7) |
| Перемога  | 3–1 | Тра 2003 | Велика Британія F6, Единбург | Ф'ючерс    | Ґрунт    | Джозеф Сіріанні        | 6–3, 6–1           |
| Перемога  | 4–1 | Лис 2003 | Австралія F3, Мельбурн       | Ф'ючерс    | Ґрунт    | Бернард Парун          | 6–1, 6–3           |
| Перемога  | 5–1 | Лис 2003 | Австралія F4, Мельбурн       | Ф'ючерс    | Ґрунт    | Петер Лучак            | 6–4, 7–5           |
| Поразка   | 5–2 | Січ 2004 | Нумеа, Нова Каледонія        | Челленджер | Тверде   | Гільєрмо Каньяс        | 4–6, 3–6           |
| Поразка   | 5–3 | Лют 2005 | Австралія F1, Вуллонгонг     | Ф'ючерс    | Тверде   | Ті Чжень               | 3–6, 0–6           |
| Перемога  | 6–3 | Бер 2005 | США F6, Мак-Аллен            | Ф'ючерс    | Тверде   | Майкл Расселл          | 6–3, 6–0           |
| Поразка   | 6–4 | Кві 2008 | Іспанія F16, Реус            | Ф'ючерс    | Ґрунт    | Хав'єр Хенаро-Мартінес | 1–6, 5–7           |

### Парний розряд: 2 (0–2)
| Легенда              |
| -------------------- |
| ATP Челленджер (0–0) |
| ITF Ф'ючерс (0–2)    |

| Фінали за покриттям |
| ------------------- |
| Тверде (0–0)        |
| Ґрунт (0–2)         |
| Трава (0–0)         |
| Килим (0–0)         |

| Результат | В-П | Дата     | Турнір                      | Рівень  | Покриття | Партнер      | Суперники                   | Рахунок       |
| --------- | --- | -------- | --------------------------- | ------- | -------- | ------------ | --------------------------- | ------------- |
| Поразка   | 0–1 | Тра 2003 | Велика Британія F5, Борнмут | Ф'ючерс | Ґрунт    | Рафаел Дюрек | Томаш Бердих Міхал Навратіл | 3–6, 2–6      |
| Поразка   | 0–2 | Лис 2003 | Австралія F3, Мельбурн      | Ф'ючерс | Ґрунт    | Адам Кеннеді | Рафаел Дюрек Ейлун Джонс    | 6–7(7–9), 4–6 |

## Часова шкала результатів
| W | Ф | ПФ | ЧФ | #Р | КТ | К# | P# | DNQ | A | Z# | PO | G | S | B | NMS | NTI | P | NH |

### Одиночний розряд
| Турніри Великого шолома                |     |     |     |     |     |     |       |     |     |
| Відкритий чемпіонат Австралії з тенісу | К1р | 1р  | 1р  | 3р  | 1р  | К2р | 0 / 4 | 2–4 | 33% |
| Відкритий чемпіонат Франції з тенісу   |     |     |     | 1р  | К1р |     | 0 / 1 | 0–1 | 0%  |
| Вімблдонський турнір                   |     |     | К2р | 1р  |     |     | 0 / 1 | 0–1 | 0%  |
| Відкритий чемпіонат США з тенісу       |     |     |     | К1р |     |     | 0 / 0 | 0–0 | –   |
| В-П                                    | 0–0 | 0–1 | 0–1 | 2–3 | 0–1 | 0–0 | 0 / 6 | 2–6 | 25% |
| Тур ATP Мастерс 1000                   |     |     |     |     |     |     |       |     |     |
| Індіан-Веллс                           |     |     |     | К2р |     |     | 0 / 0 | 0–0 | –   |
| Відкритий чемпіонат Маямі з тенісу     |     |     |     | 3р  | К1р |     | 0 / 1 | 2–1 | 67% |
| Мастерс Канада                         |     |     |     | 2р  |     |     | 0 / 1 | 1–1 | 50% |
| Мастерс Цинциннаті                     |     |     |     | 1р  |     |     | 0 / 1 | 0–1 | 0%  |
| В-П                                    | 0–0 | 0–0 | 0–0 | 3–3 | 0–0 | 0–0 | 0 / 3 | 3–3 | 50% |

## Юніорські фінали турнірів Великого шолома

### Одиночний розряд: 2 (1–1)
| Результат | Рік  | Турнір                                 | Покриття | Суперник      | Рахунок       |
| --------- | ---- | -------------------------------------- | -------- | ------------- | ------------- |
| Поразка   | 2002 | Відкритий чемпіонат Австралії з тенісу | Тверде   | Клеман Морель | 4–6, 4–6      |
| Перемога  | 2002 | Вімблдонський турнір                   | Трава    | Лямін Уахаб   | 7–6(7–5), 6–4 |

### Парний розряд: 2 (1–1)
| Результат | Рік  | Турнір                                 | Покриття | Партнер    | Суперники                  | Рахунок  |
| --------- | ---- | -------------------------------------- | -------- | ---------- | -------------------------- | -------- |
| Перемога  | 2002 | Відкритий чемпіонат Австралії з тенісу | Тверде   | Раян Генрі | Флорін Мерджа Горія Текеу  | без гри  |
| Поразка   | 2002 | Відкритий чемпіонат Франції з тенісу   | Ґрунт    | Раян Генрі | Маркус Баєр Філіпп Пецшнер | 5–7, 4–6 |